# Cardigan (kleding)

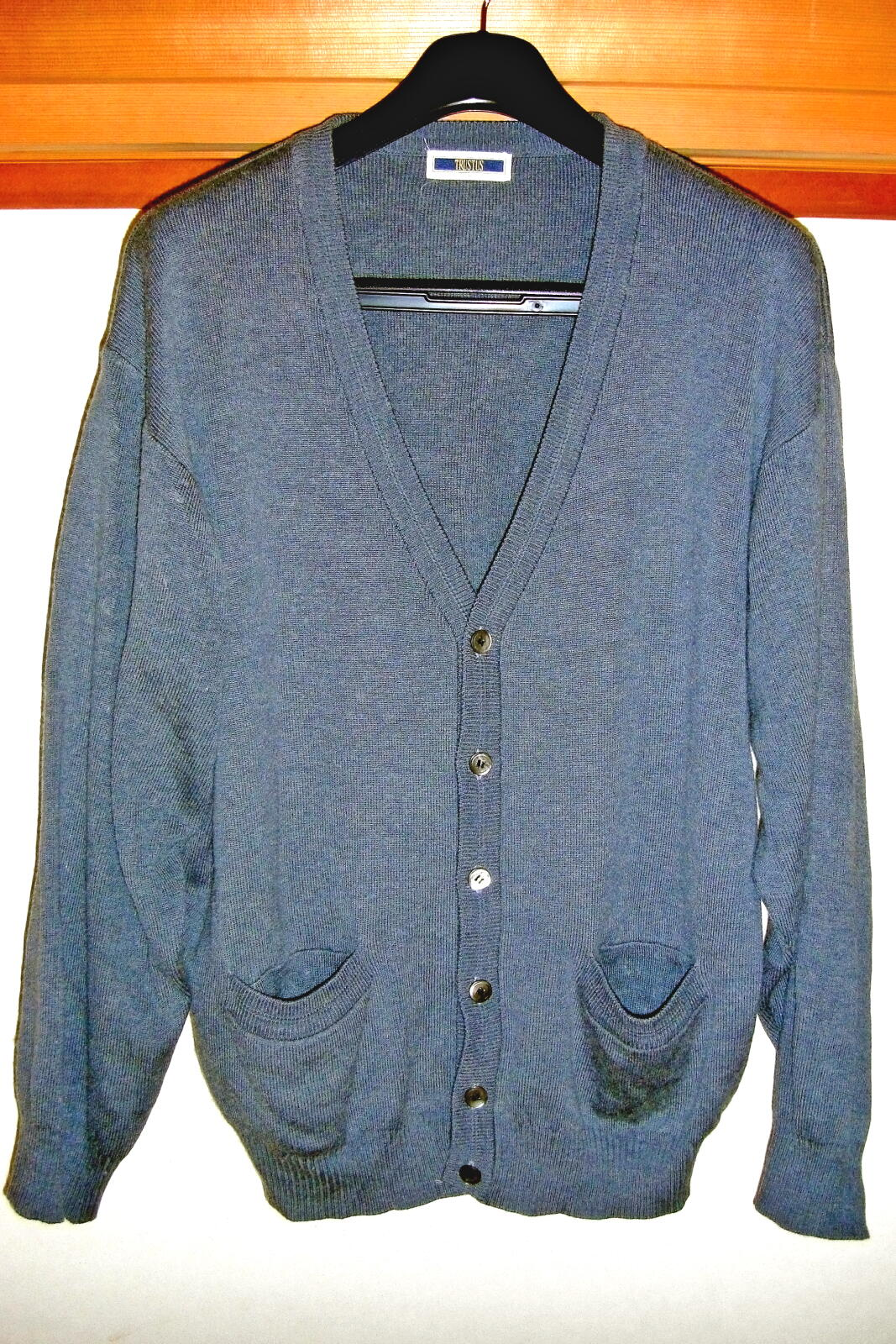
Cardigan

Een cardigan is een kledingstuk. In het Vlaams ook wel "golfje" genoemd.
Het is een bepaald type gebreid vest, meestal met een V-hals, dat doorgaans in de winter en herfst gedragen wordt, vaak over een overhemd, bloes of een T-shirt. Kenmerkend is dat de cardigan altijd geopend kan worden met een knopenrij die begint direct onder de V-hals en doorloopt tot de onderkant van het kledingstuk.
De cardigan is genoemd naar James Brudenell, de zevende graaf van Cardigan, die een dergelijk kledingstuk droeg. Het kledingstuk wordt gebreid van wol of katoen en kan bestaan uit een romp met aangezette mouwen of uit een rondgebreid enkel breistuk. Het wordt zowel door mannen als vrouwen gedragen in meestal een informele setting alhoewel het in 2010 vaker wordt gedragen door jongeren.